# Alexandru Vlad (militar)
Alexandru Vlad (n. 1877, Orăștie, comitatul Hunedoara, Regatul Ungariei – d. 6 octombrie 1941, Arad, Regatul României) a fost maior și deputat în Marea Adunare Națională de la Alba Iulia, organismul legislativ reprezentativ al „tuturor românilor din Transilvania, Banat și Țara Ungurească”, cel care a adoptat hotărârea privind Unirea Transilvaniei cu România, la 1 decembrie 1918.

## Biografie
Alexandru Vlad a fost maior, șeful Comandei supreme a Gărzilor Naționale Române din Ungaria și Transilvania, și comandantul Regimentului 93 Infanterie Arad după 1918.

## Activitate politică

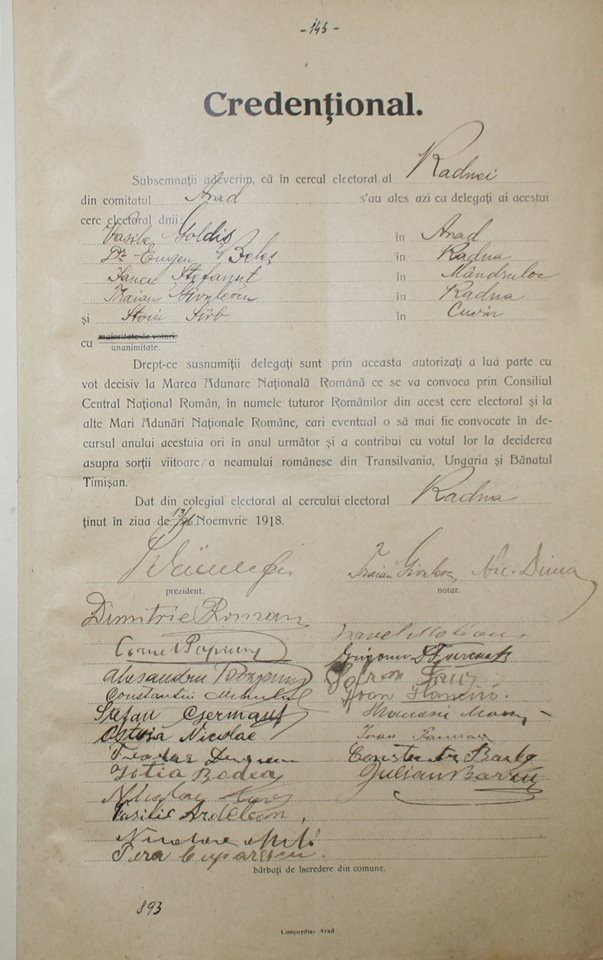
Credențional

Alexandru Vlad a participat la Adunarea Națională din 1 decembrie 1918 ca deputat al Gărzilor Naționale Române din Ungaria și Transilvania.